# Dieter Seebach
Dieter Seebach (ur. 31 października 1937 w Karlsruhe) – niemiecki chemik.
Jest absolwentem Technische Hochschule w Karlsruhe, gdzie w 1964 uzyskał tytuł doktora chemii (promotor Rudolf Criegee). Przebywał dwa lata na Uniwersytecie Harvarda jako adiunkt i wykładowca, po czym wrócił do Karlsruhe - tu w 1969 przeprowadził habilitację. W 1971 został profesorem zwyczajnym Uniwersytetu Justus-Liebig w Gießen, a w 1977 roku przeniósł się do ETH w Zurychu. Wykładał gościnne na Uniwersytecie w Wisconsin (Madison), Caltech (Pasadena) i Uniwersytecie Harvarda. Od 2003 jako emerytowany profesor ETH prowadzi grupy habilitacyjne oparte na badaniach głównie b-peptydów.